# سید ابراهیم امینی
ابراهیم امینی (زاده ۱۳۳۸ در شهرستان ممسنی) عضو هیئت رئیسه حزب اعتماد ملی، استاد دانشگاه، حقوقدان، وکیل و سیاستمدار، نماینده و عضو هیئت رئیسه مجلس ششم و نایب رئیس پیشین شورای شهر تهران بوده است.

## ابتدای زندگی
ابراهیم امینی در سال ۱۳۳۸ در روستای هرایرز از توابع شهرستان ممسنی در شمال غربی استان فارس متولد شد. وی دوران ابتدایی را در مدرسه سپهر همان روستا گذراند. برای تحصیل در دوره راهنمایی به شهر نورآباد ممسنی آمد. پس از اتمام دوران راهنمایی، در هنرستان فنی نورآباد و در رشته اتومکانیک تحصیل را ادامه داد و دیپلم خود را گرفت.
پس از اخذ دیپلم برای گذراندن دوران سربازی به تهران رفت اما با اوج‌گیری انقلاب و فرمان خمینی مبنی بر فرار از خدمت سربازی وی به بهانه تهیه لباس سربازی به شهرستان مراجعت نمود و دیگر بازنگشت.

## از پیروزی انقلاب اسلامی تا دوران نمایندگی مجلس
ابراهیم امینی پس از پیروزی انقلاب به خدمت برگشت و دوران خدمت خود را در شیراز و خوزستان به اتمام رسانید. ایشان پس از پایان خدمت سربازی مدتی سرپرست جمعیت هلال احمر شهرستان شد. در سال ۱۳۶۳ در کنکور گروه علوم انسانی شرکت کرد و در رشته حقوق دانشگاه تهران (مجتمع آموزش عالی قم) قبول شد، پس از اتمام دوره لیسانس خود مدرک کارشناسی ارشد خود را نیز از دانشگاه شهید بهشتی و در گرایش حقوق خصوصی به پایان رسانید.
ابراهیم امینی به نوشته خود در کنکور دکتری اعزام به خارج قبول شد، ولی به دلیل برخی مشکلات از ادامه تحصیل در خارج از کشور بازماند. امینی به‌عنوان عضو هیئت علمی دانشکده حقوق دانشگاه شیراز در سال ۱۳۷۰ شروع به کار کرد.
متعاقباً در کنار تدریس و وکالت در دادگستری مدرک دکتری حقوق خصوصی خود را از دانشگاه تربیت مدرس گرفت. او اولین رئیس دانشگاه پیام نور ممسنی بود و در سال ۱۳۷۴ ماهنامه آوای نور را منتشر کرد که تا چند سال پیش منتشر می‌شد.

## یک دوره نمایندگی و دو دوره رد صلاحیت
وی در دوره ششم مجلس به نمایندگی مردم ممسنی انتخاب شد. قبل از آن یکبار در انتخابات شرکت کرده که موفق به ورود به بهارستان نشده بود. در مجلس ششم مدتی نایب رئیس کمیسیون قضایی و حقوقی مجلس بود سپس به‌عنوان عضو هیئت رئیسه مجلس انتخاب گردید.
پس از پایان دوره مجلس ششم، برای مجالس هفتم و هشتم داوطلب شرکت در انتخابات شد که هر دو بار صلاحیت او توسط هیئت نظارت شورای نگهبان رد شد.

## دوران پس از نمایندگی تا به امروز
بعد از دوران نمایندگی به عضویت حزب اعتماد ملی درآمد و جزو هیئت مؤسسان این حزب نیز به‌شمار می‌رود، وی همچنین با حکم محمد خاتمی به عنوان عضو هیئت پیگیری و نظارت بر اجرای قانون اساسی انتخاب شد.

## انتخابات ریاست جمهوری ایران (۱۳۸۸)
او که از اعضای هیئت رئیسه حزب اعتماد ملی بود، در انتخابات بحث‌برانگیز ریاست جمهوری دهم نیز از مهدی کروبی حمایت کرد.

## بازداشت و زندان
او پس از اعتراضات مردم ایران به نتایج انتخابات ریاست جمهوری (۱۳۸۸) به دلیل حمایت و نمایندگی از طرف کروبی در کمیته دفاع از بازداشت شدگان توسط نیروهای امنیتی بازداشت شد و مدتی را در زندان گذرانید. به گزارش پایگاه خبری پارلمان نیوز، او به همراه مرتضی الویری که نماینده کروبی در پیگیری حقوق بازداشت‌شدگان بودند، با حکم دادستانی در منزل خودشان در شیراز بازداشت شدند. یک هفته قبل از آن هم دفتر کمیته پیگیری حقوق بازداشت‌شدگان و آسیب‌دیدگان حوادث بعد از انتخاب در تهران پلمپ شد.
در ۱۷ آبان همان سال، (۵۶ روز بعد از بازداشت وی در شیراز) ابراهیم امینی با قرار وثیقه و پس از گذراندن محاکمه خود در شعبه ۲۶ دادگاه انقلاب اسلامی، آزاد شد.

## عضویت در شورای شهر تهران
امینی در انتخابات پنجمین دوره شورای شهر تهران که در اردیبهشت ۱۳۹۶ خورشیدی برگزار شد با قرارگیری در لیست امید توانست با کسب ۱۲۶۵۸۶۸ رأی به شورا شهر تهران راه یابد. در ۲۸ مرداد ۱۳۹۶ خورشیدی، وی با کسب رأی تمامی اعضای شورای شهر تهران، به عنوان نایب‌رئیس شورای شهر انتخاب شد. او تا سال ۱۴۰۰ در سمت نایب رئیس شورای شهر، فعالیت می‌کرد.